# Lamillarié
Lamillarié (okzitanisch: La Milhariá) ist eine französische Gemeinde mit 510 Einwohnern (Stand: 1. Januar 2022) im Département Tarn in der Region Okzitanien. Lamillarié gehört zum Arrondissement Albi und ist Teil des Kantons Le Haut Dadou.

## Geographie
Lamillarié liegt etwa acht Kilometer südlich von Albi. Umgeben wird Lamillarié von den Nachbargemeinden Saliès im Norden und Nordwesten, Puygouzon im Norden und Osten, Dénat im Osten und Südosten, Lombers im Süden und Südwesten, Poulan-Pouzols im Westen sowie Carlus im Nordwesten. Im Gemeindegebiet entspringt der Fluss Agros, der zum Dadou entwässert.

## Bevölkerungsentwicklung
| Jahr                      | 1962 | 1968 | 1975 | 1982 | 1990 | 1999 | 2006 | 2013 |
| Einwohner                 | 301  | 290  | 315  | 350  | 337  | 358  | 400  | 461  |
| Quelle: Cassini und INSEE |      |      |      |      |      |      |      |      |